# Hypena cruca
Hypena cruca là một loài bướm đêm trong họ Erebidae.